# Phaeogenes gilvilabris
Phaeogenes gilvilabris är en stekelart som beskrevs av Allen 1968. Phaeogenes gilvilabris ingår i släktet Phaeogenes och familjen brokparasitsteklar. Inga underarter finns listade i Catalogue of Life.